# Культурный пессимизм
Культурный пессимизм — явление, которое связано с убеждением нации, цивилизации или человечества в том, что современная культура находится в упадке. Представители «культурного пессимизма» считают, что капиталистическая экономика является причиной упадка культуры, и призывают к тому, чтобы отказаться от рыночных отношений в рамках культурной сферы.
Термин «культурный пессимизм» может также означать представление, согласно которому культура губительно влияет на общество. Одним из первых «культурных пессимистов» в этом направлении считается Платон, который в диалоге «Государство» заявлял о необходимости изгнания поэтов из идеального государства, а в произведении «Законы» поддерживал идею культурной цензуры для поддержания порядка в идеальном государстве.
Цитата из произведения «Государство»:
Значит, мы были бы вправе взять такого поэта да и поместить его в один ряд с живописцем, на которого он похож, так как творит негодное с точки зрения истины: он имеет дело с тем же началом души, что и живописец, то есть далеко не с самым лучшим, и этим ему уподобляется. Таким образом, мы по праву не приняли бы его в будущее благоустроенное государство, раз он пробуждает, питает и укрепляет худшую сторону души и губит ее разумное начало: это все равно что предать государство во власть людей негодных, а кто поприличнее, тех истребить; то же самое, скажем мы, делает и подражательный поэт: он внедряет в душу каждого человека в отдельности плохой государственный строй, потакая неразумному началу души, которое не различает, что больше, а что меньше, и одно и то же считает иногда великим, а иногда малым, создавая поэтому образы, очень далеко отстоящие от действительности.

## История феномена
Об упадке культуры и духовном кризисе говорили с незапамятных времен.
Истоки явления можно найти в произведениях:
- Платона
- Жан-Жака Руссо: «Просвещение вредно, и сама культура — ложь и преступление»[5]
- Джонатана Свифта: в «Битве книг» Свифт аллегорически отражает упадок современной литературы, сравнивая её с античными произведениями
- Якоба Буркхардта: в книге «Век Константина Великого» указал на неспособность образования того времени предоставить необходимый базис для воспроизводства великого искусства[6]
- Освальда Шпенглера: в произведении «Закат Европы» писал о неизбежной гибели европейской цивилизации[7]

## Современные исследования феномена
Термин «культурный пессимизм» был подробно описан в произведении Оливера Беннетта «Культурный Пессимизм: Нарративы упадка в постмодернистском мире» (англ. Cultural Pessimism: Narratives of Decline in the Postmodern World). Оливер Беннетт выделяет 5 основных причин, которые называются чаще всего для обоснования теории упадка современной цивилизации: экология; мировой капитализм; конец политики и подъём корпоративной власти; социальная разобщенность; потеря веры в науку и технологии.
Позднее в 2015 году Оливер Беннетт написал книгу «Культура оптимизма: институциональное поощрение надежды» (англ. Cultures of Optimism: The Institutional Promotion of Hope), в которой изучил механизмы распространения культур оптимизма с помощью различных социальных институтов.
Тайлер Коуэн в книге «Во славу коммерческой культуры» (англ. In Praise of Commercial Culture) попытался развеять представление о том, что современная культура находится в упадке из-за капиталистического строя, приведя аргументы в пользу рыночного подхода к искусству. Он описывает историю феномена культурного пессимизма в мировой философии и литературе и объективные причины его появления.

## Культурный оптимизм
Культурный оптимизм — явление, которое связано с убеждением нации, цивилизации или человечества в том, что современная культура развивается и прогрессирует. В эпоху Просвещения оптимизм не был популярен среди великих мыслителей, оптимистов высмеивали и не воспринимали всерьез. Одним из первых сторонников оптимистичного подхода стал итальянский философ Антонио Грамши с формулой «оптимизм воли — пессимизм интеллекта».
Тем не менее, существует ряд сторонников культурного оптимизма:
- Бальдассаре Кастильоне: в трактате «Придворный» описал образ идеального человека, сформированного культурой того времени
- Жан-Антуан Кондорсе: в произведении «Эскиз исторической картины прогресса человеческого разума» положил начало теории прогресса, заявив о необходимости бесконечного совершенствования человечества и описав роль разума для развития культуры